# Epirhyssa xoutha
Epirhyssa xoutha là một loài tò vò trong họ Ichneumonidae.